# Список ігор Obsidian Entertainment
Obsidian Entertainment, Inc. — американська студія розробник відеоігор, що базується в Ірвайні, Каліфорнія. Компанія розпочала свій творчий шлях з маштабних проєктів, які були продовженнями чужих ігор та серій, зробленими за ліцензією. Серед ранніх проєктів були Star Wars: Knights of the Old Republic II: The Sith Lords і Neverwinter Nights 2, обидва продовження відеоігор, розроблених BioWare, з якою засновники співпрацювали ще за часів роботи в Black Isle. Потім, у 2010 році команда розробила свою першу оригінальну гру, Alpha Protocol. Інші відомі роботи від Obsidian включають Fallout: New Vegas, Dungeon Siege III і South Park: The Stick of Truth, усі вони також є ліцензованою власністю. Деякі маштабні проєкти були скасовані видавцями, зокрема Futureblight, Dwarfs, Aliens: Crucible та Stormlands. Після угоди з Microsoft, студія зосередилася на створенні ігрових франшиз на основі особистої інтелектуальної власності.
| Назва                                                                                                   | Інформація |
| --- | --- |
| Star Wars: Knights of the Old Republic II — The Sith Lords Оригінальна дата випуску: 6 грудня 2004 року | Роки випуску: 2004 — Xbox 2005 — Windows 2015 — macOS, Linux 2020 — Android, iOS |
| Star Wars: Knights of the Old Republic II — The Sith Lords Оригінальна дата випуску: 6 грудня 2004 року | Примітки: - Рольова гра - Під видавництвом LucasArts - Сиквел Star Wars: Knights of the Old Republic (2003) від BioWare - Використовує рушій Odyssey, який BioWare розробили для оригінальної гри - Була портована на платформи macOS та Linux студією Aspyr |
| Neverwinter Nights 2 Оригінальна дата випуску: 31 жовтня 2006 року                                      | Роки випуску: 2006 — Windows 2008 — macOS |
| Neverwinter Nights 2 Оригінальна дата випуску: 31 жовтня 2006 року                                      | Примітки: - Рольова гра - Під видавництвом Atari - Сиквел Neverwinter Nights (2002) - Використовує власний рушій Electron engine, розроблений Obsidian, як оновлення для рушію оригінальної гри Aurora engine - Була портована на платформу macOS студією Aspyr - Mask of the Betrayer перше розширення до гри, випущено у вересні 2007 року для Windows - Storm of Zehir друге розширення до гри, випущено у листопаді 2008 року для Windows |
| Alpha Protocol Оригінальна дата випуску: 27 травня 2010 року                                            | Роки випуску: 2010 — Windows, PlayStation 3, Xbox 360 |
| Alpha Protocol Оригінальна дата випуску: 27 травня 2010 року                                            | Примітки: - Рольовий бойовик - Під видавництвом Sega - Рушій гри Unreal Engine 3 |
| Fallout: New Vegas Оригінальна дата випуску: 19 жовтня 2010 року                                        | Роки випуску: 2010 — Windows, PlayStation 3, Xbox 360 |
| Fallout: New Vegas Оригінальна дата випуску: 19 жовтня 2010 року                                        | Примітки: - Рольова гра, рольовий бойовик - Під видавництвом Bethesda Softworks - Є частиною серії Fallout - Рушій гри Gamebryo |
| Dungeon Siege III Оригінальна дата випуску: 26 травня 2011 року                                         | Роки випуску: 2011 — Windows, PlayStation 3, Xbox 360 |
| Dungeon Siege III Оригінальна дата випуску: 26 травня 2011 року                                         | Примітки: - Рольовий бойовик - Використовує власний рушій Obsidian Onyx - Під видавництвом Square Enix - Є частиною серії Dungeon Siege |
| South Park: The Stick of Truth Оригінальна дата випуску: 4 березня 2014 року                            | Роки випуску: 2014 — Windows, PlayStation 3, Xbox 360 2018 — PlayStation 4, Xbox One, Nintendo Switch |
| South Park: The Stick of Truth Оригінальна дата випуску: 4 березня 2014 року                            | Примітки: - Рольова гра - Під видавництвом Ubisoft |
| Pillars of Eternity Оригінальна дата випуску: 26 березня 2015 року                                      | Роки випуску: 2015 — Windows, macOS, Linux 2017 — PlayStation 4, Xbox One 2019 — Nintendo Switch |
| Pillars of Eternity Оригінальна дата випуску: 26 березня 2015 року                                      | Примітки: - Рольова гра - Під видавництвом Paradox Interactive - Рушій гри Unity engine - Ігрове розширення з двох частин The White March випущено у 2015–2016 роках. |
| Skyforge Оригінальна дата випуску: 16 липня 2015 року                                                   | Роки випуску: 2015 — Windows 2017 — PlayStation 4, Xbox One 2021 — Nintendo Switch |
| Skyforge Оригінальна дата випуску: 16 липня 2015 року                                                   | Примітки: - Багатоосібна онлайнова рольова гра - Розроблено студією Allods Team у співпраці з Obsidian Entertainment - Під видавництвом My.com |
| Pathfinder Adventures Оригінальна дата випуску: 27 квітня 2016 року                                     | Роки випуску: 2016 — Android, iOS 2017 — Windows, macOS |
| Pathfinder Adventures Оригінальна дата випуску: 27 квітня 2016 року                                     | Примітки: - Стратегічна відеогра - Під видавництвом Asmodee North America |
| Armored Warfare: Проєкт Армата Оригінальна дата випуску: 13 вересня 2015 року                           | Роки випуску: 2015 — Windows 2018 — PlayStation 4, Xbox One |
| Armored Warfare: Проєкт Армата Оригінальна дата випуску: 13 вересня 2015 року                           | Примітки: - Під видавництвом My.games - Obsidian працювали над грою тільки на початковій стадії розробки до лютого 2017 року |
| Tyranny Оригінальна дата випуску: 10 листопада 2016 року                                                | Роки випуску: 2016 — Windows, macOS, Linux |
| Tyranny Оригінальна дата випуску: 10 листопада 2016 року                                                | Примітки: - Рольова гра - Під видавництвом Paradox Interactive - Рушій гри Unity engine |
| Pillars of Eternity II: Deadfire Оригінальна дата випуску: 8 травня 2018 року                           | Роки випуску: 2018 — Windows, macOS, Linux 2020 — PlayStation 4, Xbox One |
| Pillars of Eternity II: Deadfire Оригінальна дата випуску: 8 травня 2018 року                           | Примітки: - Рольова гра - Під видавництвом Versus Evil - Сиквел Pillars of Eternity - Рушій гри Unity engine - Ігрові розширення Beast of Winter (2018), Seeker, Slayer, Survivor (2018), The Forgotten Sanctum (2018) |
| The Outer Worlds Оригінальна дата випуску: 25 жовтня 2019 року                                          | Роки випуску: 2019 — Windows, PlayStation 4, Xbox One 2020 — Nintendo Switch |
| The Outer Worlds Оригінальна дата випуску: 25 жовтня 2019 року                                          | Примітки: - Рольовий бойовик - Під видавництвом Private Division - Рушій гри Unreal Engine 4 |
| Grounded Оригінальна дата випуску: 27 вересня 2022 року                                                 | Роки випуску: 2022 — Windows, Xbox One, Xbox Series X/S |
| Grounded Оригінальна дата випуску: 27 вересня 2022 року                                                 | Примітки: - Кооперативний симулятор виживання - Під видавництвом Xbox Game Studios - Рушій гри Unreal Engine 4 - Випущено в дочасному доступі 28 липня 2020 року |
| Pentiment Оригінальна дата випуску: 15 листопада 2022 року                                              | Роки випуску: 2022 — Windows, Xbox One, Xbox Series X/S |
| Pentiment Оригінальна дата випуску: 15 листопада 2022 року                                              | Примітки: - Пригодницька відеогра - Під видавництвом Xbox Game Studios |
| Avowed Оригінальна дата випуску: 18 лютого 2025 року                                                    | Роки випуску: ЩНВ — Windows, Xbox Series X/S |
| Avowed Оригінальна дата випуску: 18 лютого 2025 року                                                    | Примітки: - Рольова гра - Під видавництвом Xbox Game Studios - Рушій гри Unreal Engine 5 |
| The Outer Worlds 2 Оригінальна дата випуску: ЩНВ                                                        | Роки випуску: ЩНВ — Windows, Xbox Series X/S |
| The Outer Worlds 2 Оригінальна дата випуску: ЩНВ                                                        | Примітки: - Рольовий бойовик - Під видавництвом Xbox Game Studios - Рушій гри Unreal Engine 5 |

## Скасовані
| Назва                                             | Інформація |
| ------------------------------------------------- | --- |
| Dwarfs Дата скасування: 2005–2006                 | Заявлена дата випуску: Xbox 360, PlayStation 3 |
| Dwarfs Дата скасування: 2005–2006                 | Примітки: - Рольовий бойовик з видом від третьої особи, гра у франшизі Білосніжки - Під видавництвом Buena Vista Games - Розробку почали в 2005 році і скасували приблизно через рік - Над проєктом працювали Кевін Сондерс у ролі провідного дизайнера і Браян Міцода як креативний директор |
| Aliens: Crucible Дата скасування: лютий 2009 року | Заявлена дата випуску: Windows, Xbox 360, PlayStation 3 |
| Aliens: Crucible Дата скасування: лютий 2009 року | Примітки: - Рольовий симулятор виживання з видом від третьої особи у ігровому всесвіті Чужих - Під видавництвом Sega - Проєкт під керівництвом Джоша Сойєра, побудований на власному рушії Obsidian Onyx engine                                                                               |
| Stormlands Дата скасування: 12 березня 2012 року  | Заявлена дата випуску: Xbox One |
| Stormlands Дата скасування: 12 березня 2012 року  | Примітки: - Рольовий бойовик з видом від третьої особи - Під видавництвом Microsoft - Використовує власний рушії Obsidian Onyx engine - Планувався до випуску у 2013 році як ведучий проєкт для старту консолей четвертого покоління Xbox One                                                 |